# Nancy Contreras
Nancy Llarely Contreras Reyes (ur. 20 stycznia 1978 w Zacatecas) – meksykańska kolarka torowa, czterokrotna medalistka mistrzostw świata.

## Kariera
Pierwszy sukces Nancy Contreras osiągnęła w 1995 roku, podczas mistrzostw świata juniorów w San Marino, gdzie zdobyła srebrny medal w indywidualnym wyścigu na dochodzenie. W tym samym roku, na igrzyskach panamerykańskich w Mar del Plata była trzecia w sprincie indywidualnym, a rok później, podczas igrzysk olimpijskich w Atlancie była ostatnia w tej konkurencji. W 1999 roku brała udział w igrzyskach panamerykańskich w Winnipeg zdobywając srebrny medal w wyścigu na 500 m. W tej samej konkurencji zdobyła złoty medal na mistrzostwach świata w Antwerpii w 2001 roku i srebrny podczas mistrzostw świata w Kopenhadze w 2002 roku, gdzie lepsza była tylko Białorusinka Natalla Cylinska. Ponadto na mistrzostwach świata Stuttgarcie w 2003 roku była druga w wyścigu na 500 m (ponownie wygrała Cylinska), a w sprincie indywidualnym wywalczyła brązowy medal (za Rosjanką Swietłaną Grankowską i Cylinską). W 2004 roku brała udział w igrzyskach olimpijskich w Atenach, gdzie w wyścigu na 500 m była ósma, a na igrzyskach panamerykańskich w Guadalajarze w 2011 roku była trzecia w sprincie drużynowym.